# Жовківський повіт
Жовківський повіт (пол. Powiat żółkiewski) — історична адміністративно-територіальна одиниця на українських землях. Існував від 1854 до 1944 року і входив до складу різних держав (Австро-Угорщини, Західно-Української Народної республіки, Польщі, СРСР і Третього Райху).
Центром повіту було місто Жовква.

## Австро-Угорщина
Провісник пізнішого адміністративного повіту (одночасно адміністративно-судовий орган) «повітове староство Жовква» було створене наприкінці 1850 р. і йому підпорядковувались:
- Судовий округ Жовква,
- Судовий округ Мости Великі,
- Судовий округ Кам'янка Струмилова.

Після проголошення в 1854 р., 29 вересня 1855 р. в межах Львівського округу було створене повітове управління Жовква (відповідальне за управління та юрисдикцію). Після реформи 1867 р. до повіту Жовква приєднані повіти Куликів і Мости Великі, однак структура окремих трьох повітових судів залишилась. Повіт охоплював 74 громади й 54 фільварки із загальним числом населення 71 864 осіб, з якого 69 591 особи належали до громад, а 2 273 — до фільварків.
Поділявся на три судові повіти: Жовкву, Куликів, Мости Великі. На 31 грудня 1880 року судовий повіт Жовкви охоплював 30 громад та 15 фільварків, у ньому проживало 28 923 жителів. У судовому повіті Куликова було 26 громад та 20 фільварків, нараховувалося 20 917 осіб. До судового повіту Мостів Великих входило 18 громад, 19 фільварків, проживало 22 024 мешканців. На той час у повіті переважали малі громади: лише 21 громада мала чисельність населення понад 1000 осіб.
1881 року на території повіту були проведені перші вибори Жовківської повітової ради.
На початок Першої світової війни у Жовківському повіті діяли Народний Дім, філії «Просвіти», Руського Педагогічного Товариства, «Сільського господаря», військових організацій «Січові Стрільці», «Сокіл», «Пласт».

## ЗУНР
Повіт входив до Львівської військової області ЗУНР. Повітовим комісаром був д-р Михайло Король (УНДП). Делегатом до УНРади обраний від повіту о. Платонід Філяс (УНДП).

## Під польською окупацією
Включений до складу Львівського воєводства після утворення воєводства 3 грудня 1920 року на окупованих поляками землях ЗУНР.

### Зміни адміністративного поділу

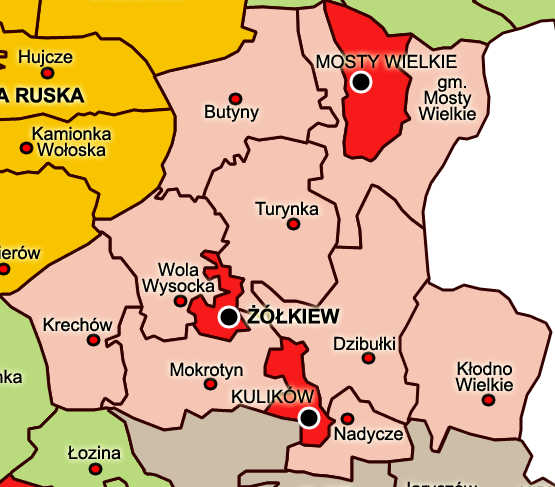
Жовківський повіт

1 квітня 1930 р. села Батятичі, Рожанка, Костянтинівка і Зубів Міст передані з Жовківського повіту Львівського воєводства до Кам'янко-Струмилівського повіту Тарнопольського воєводства.
Згідно з переписом 1931 року у повіті було 3 міські та 68 сільських громад, усього 288 населених пунктів, де проживало 95 206 осіб. У 30 громадах жителів було понад 1000 осіб. За адміністративним поділом від 1 квітня 1932 року до Жовківського повіту входило 3 міста (міські гміни Жовква, Куликів і Мости Великі). Площа повіту складала 1111 км².
Під час адміністративної реформи 1934 року була введена нова адміністративна одиниця — волость, що об'єднувала кілька громад. Жовківський повіт було поділено на 9 сільських громад — волостей (гмін).

#### Міста (Міські Гміни)
1. м. Жовква
2. містечко Куликів — місто з 1934 р.
3. містечко Мости Великі — місто з 1934 р.

#### Сільські Гміни
Кількість: 
1920–1930 рр. — 72
1930–1934 рр. — 68
1934–1939 рр. — 9
| Об'єднані сільські Гміни 1934 року                         | Об'єднані сільські Гміни 1934 року                         | Старі сільські Гміни | Кількість |
| ---------------------------------------------------------- | ---------------------------------------------------------- | --- | --------- |
| 1                                                          | Гміна Воля Висоцька                                        | Воля Висоцька, Добросин, Глинсько (Глинськ), Замочок, Липина, Пили                                                                                      | 6         |
| 2                                                          | Гміна Зіболки                                              | Артасів, Блищиводи, Жовтанецька Воля (Воля-Жовтанецька), Желдець, Звертів, Зіболки, Красічин, Нагірці, Передриміхи Малі, Передрімихи Великі, Теодорсгоф | 11        |
| 3                                                          | Гміна Бутини                                               | Бесіди, Бутини, Двірці, Любеля, Пристань | 5         |
| 4                                                          | Гміна Колодно                                              | Дальнич, Жовтанці, Колодно, Колоденці, Печихвости, Честині                                                                                              | 6         |
| 5                                                          | Гміна Крехів                                               | Брище, Вілька Кунинська, Гутисько, Крехів, Кунин, Майдан, Провала, Руда Крехівська, Фійна                                                               | 9         |
| 6                                                          | Гміна Мокротин                                             | Візенберґ, Мацошин, Мокротин, Мокротин Колонія, Поляни, Скварява Нова, Скварява Стара, Сопошин                                                          | 8         |
| 7                                                          | Гміна Великі Мости                                         | Боянець, Борове, Волиця, Купичволя, Реклинець, Станислівка, Стремінь                                                                                    | 7         |
| 8                                                          | Гміна Надичі                                               | Дорошів Малий, Дорошів Великий, Гребенці, Кошелів, Мервичі, Могиляни, Надичі, Нове Село, Перемивки, Смереків, Сулимів, Уднів                            | 12        |
| 9                                                          | Гміна Туринка                                              | В'язова, Деревня, Кулява, Туринка | 4         |
| передано до Камʼянського повіту Тарнопільського воєводства | передано до Камʼянського повіту Тарнопільського воєводства | Батятичі (до 01.04.1930), Рожанка (до 01.04.1930), Костянтинівка (до 01.04.1930), Зубів Міст (до 01.04.1930)                                            | 4         |

### Перейменування
Рішенням міністра внутрішніх справ 4 травня 1939 року змінені німецькі назви поселень (колоній) на польські:
- Теодорувка (пол. Teodorówka) замість Теодорсгоф (нім. Theodorshof)
- Качорувка (пол. Kaczorówka) замість Еренфельд (нім. Ehrenfeld)
- Червони Камєнь (пол. Czerwony Kamień) замість Візенберґ (нім. Wiesebberg)

### Населення
У 1907 році українці-грекокатолики становили 72 % населення повіту.
Станом на 01.01.1939 року в Жовківському повіті проживало 101 970 жителів, із яких: українців-грекокатоликів — 75 855 (74,39 %), українців-латинників — 8 400 (8,24 %), поляків — 7 455 (7,31 %), польських колоністів міжвоєнного періоду — 1 220 (1,2 %), євреїв — 7 420 (7,28 %), німців — 1 590 (1,56 %). Українці домінували у сільській місцевості, у містах більшість складали поляки та жиди.
Публіковані польським урядом цифри про національний склад повіту за результатами перепису 1931 року (з 95 507 населення ніби-то було аж 35 816 (37,5 %) поляків при 56 060 (58,7 %) українців, 3 344 (3,5 %) євреїв і 151 (0,16 %) німців) суперечать даним, отриманим від місцевих жителів (див. вище), та пропорціям за допольськими (австрійським 1907 року) та післяпольськими (радянським 1940 і німецьким 1943) переписами.

## СРСР
Після приєднання західноукраїнських земель до Українською РСР повіт включений 27 листопада 1939 р. до складу новоутвореної Львівської області. Відповідно до Указу Президії Верховної Ради УРСР від 17 січня 1940 року повіт ліквідований шляхом поділу на райони — кожен із кількох Гмін:
- Великомостівський — з міської Гміни Мости Великі та сільських Гмін Великі Мости, Бутини і Туринка;
- Куликівський — з міської Гміни Куликів та сільських Гмін Зіболки, Колодно і Надичі;
- Жовківський — з міської Гміни Жовква та сільських Гмін Воля Висоцька, Крехів і Мокротин.

## Третій Рейх
Німецькою окупаційною владою 1.08.1941 відновлений Жовківський повіт, для управління яким 11.08.1941 утворено окружне староство й об'єднання гмін Лемберг-Ланд (нім. Kreishauptmannschaft und Gemeindeverband Lemberg-Land). Відновлений був також і поділ на Гміни. На чолі стояв окружний староста — крайсгауптман. Адміністративним центром було місто Львів.
Пізніше окружне староство Лемберг-Ланд було перейменовано на окружне староство Лемберг-Ланд-Захід (нім. Kreishauptmannschaft Lemberg-Land-West). 1 квітня 1942 року шляхом об'єднання окружних староств Лемберг-Ланд-Схід і Лемберг-Ланд-Захід та крайскомісаріату Судова Вишня було утворено т. зв. «Львівську заміську округу» (нім. Kreishauptmannschaft Lemberg-Land) або ж «Львівське окружне староство». З 1 червня 1943 року керівником об'єднаного окружного староства став оберландрат барон Йоахім фон дер Лаєн. 1 липня 1943 року створено Бібрківський, Городоцький, Судововишнянський і Жовківський повітові комісаріати (нім. Landkommissariate Bóbrka, Gródek, Sadowa Wisznia, Zolkiew).
Після повторної радянської окупації на початку серпня 1944 р., радянською владою повіт знову був поділений на райони.